# Deutscher Hochseefischereiverband
Der Deutsche Hochseefischerei-Verband e. V. ist als Zusammenschluss der deutschen Unternehmen der Großen Hochseefischerei deren zentrale Interessenvertretung.
Er wurde 1918 gegründet. Seine Mitgliederzahl sank aufgrund des Konzentrationsprozesses und Strukturwandels kontinuierlich und umfasst heute noch drei Mitgliedsbetriebe, welche die komplette deutsche Große Hochseefischerei abdecken. Der DHV ist Mitglied im Deutschen Fischerei-Verband e.V.

## Mitglieder
Der Verband hat folgende Mitglieder:
- Deutsche Fischfang-Union GmbH & Co. KG (Cuxhaven)
- Doggerbank Seefischerei GmbH (Bremerhaven) inklusive der folgenden Tochtergesellschaften:
  - Ostbank Hochseefischerei GmbH, Sassnitz
  - Oderbank Hochseefischerei GmbH, Sassnitz
  - Nordbank Hochseefischerei GmbH, Sassnitz
  - Westbank Hochseefischerei GmbH, Sassnitz
- Mecklenburger Hochseefischerei GmbH (Sassnitz-Neu Mukran)

Sämtliche Mitglieder sind Teile ausländischer Fischereikonzerne. Die Deutsche Fischfang-Union gehört zur isländischen Samherji-Gruppe, Doggerbank und Mecklenburger Hochseefischerei zur niederländischen Parlevliet-&-Van-der Plas-Gruppe.

## Flotte
Stand Mai 2020 besteht die deutsche Hochseefischereiflotte aus 7 Schiffen, von denen 5 zu den verschiedenen Gesellschaften der Parlevliet & Van der Plas-Gruppe (P&P) und 2 zur Deutschen Fischfang Union GmbH & Co. KG (DFFU) gehören:
| Schiffsname      | Fischereikennzeichen | Reederei                               | Eigner   |
| ---------------- | -------------------- | -------------------------------------- | -------- |
| Mark             | ROS 777              | Mecklenburger Hochseefischerei GmbH    | P&P      |
| Annie Hillina    | ROS 170              | Ostbank Hochseefischerei GmbH          | P&P      |
| Helen Mary       | ROS 785              | Oderbank Hochseefischerei GmbH         | P&P      |
| Gerda Maria      | ROS 786              | Nordbank Hochseefischerei GmbH         | P&P      |
| Maartje Theadora | ROS 171              | Westbank Hochseefischerei GmbH         | P&P      |
| Cuxhaven         | NC 100               | Deutsche Fischfang Union GmbH & Co. KG | Samherji |
| Baldvin          | NC 101               | Deutsche Fischfang Union GmbH & Co. KG | Samherji |